# Relaxació d'espín-xarxa
Durant les observacions de ressonància magnètica nuclear, la relaxació espín-xarxa és el mecanisme pel qual el component longitudinal del vector moment magnètic nuclear total (paral·lel al camp magnètic constant) es relaxa exponencialment des d'un estat de no equilibri d'energia més alta fins a l'equilibri termodinàmic amb el seu entorn (la "xarxa"). Es caracteritza pel temps de relaxació espín-xarxa, una constant de temps coneguda com a T1.
Hi ha un paràmetre diferent, T2, el temps de relaxació espín-espín, que fa referència a la relaxació exponencial del component transversal del vector de magnetització nuclear (perpendicular al camp magnètic extern). La mesura de la variació de T1 i T2 en diferents materials és la base d'algunes tècniques de ressonància magnètica.

## Física nuclear

Corba de relaxació _{T1} o de relaxació longitudinal

T1 caracteritza la velocitat a la qual el component longitudinal Mz del vector de magnetització es recupera exponencialment cap al seu equilibri termodinàmic, segons l'equació {\displaystyle M_{z}(t)=M_{z,\mathrm {eq} }-\left[M_{z,\mathrm {eq} }-M_{z}(0)\right]e^{-t/T_{1}}} O, per al cas concret que {\displaystyle M_{z}(0)=-M_{z,\mathrm {eq} }}{\displaystyle M_{z}(t)=M_{z,\mathrm {eq} }\left(1-2e^{-t/T_{1}}\right)}
És, doncs, el temps que triga la magnetització longitudinal a recuperar aproximadament el 63% [1-(1/e)] del seu valor inicial després de ser invertida al pla transversal magnètic mitjançant un pols de radiofreqüència de 90°.
Els nuclis estan continguts dins d'una estructura molecular i es troben en constant moviment vibratori i rotacional, creant un camp magnètic complex. El camp magnètic causat pel moviment tèrmic dels nuclis dins de la xarxa s'anomena camp de xarxa. El camp de xarxa d'un nucli en un estat d'energia més baix pot interactuar amb nuclis en un estat d'energia més alt, fent que l'energia de l'estat d'energia més alt es distribueixi entre els dos nuclis. Per tant, l'energia obtinguda pels nuclis a partir del pols de RF es dissipa com a augment de la vibració i la rotació dins de la xarxa, cosa que pot augmentar lleugerament la temperatura de la mostra. El nom relaxació espín-xarxa es refereix al procés en què els espíns retornen l'energia que van obtenir del pols de RF a la xarxa circumdant, restaurant així el seu estat d'equilibri. El mateix procés es produeix després que l'energia d'espín s'hagi alterat per un canvi del camp magnètic estàtic circumdant (per exemple, prepolarització o inserció en un camp magnètic alt) o si l'estat de no equilibri s'ha aconseguit per altres mitjans (per exemple, hiperpolarització mitjançant bombament òptic).
El temps de relaxació, T 1 (la vida útil mitjana dels nuclis en l'estat d'energia més alta) depèn de la relació giromagnètica del nucli i de la mobilitat de la xarxa. A mesura que augmenta la mobilitat, augmenten les freqüències vibracionals i rotacionals, fent més probable que un component del camp de la xarxa pugui estimular la transició d'estats d'alta a baixa energia. Tanmateix, a mobilitats extremadament altes, la probabilitat disminueix, ja que les freqüències vibracionals i rotacionals ja no corresponen a la bretxa energètica entre els estats.
Diferents teixits tenen diferents valors de T1. Per exemple, els fluids tenen T1s llargs (1500-2000 ms), i els teixits a base d'aigua es troben en el rang de 400-1200 ms, mentre que els teixits a base de greix es troben en el rang més curt de 100-150 ms. La presència d'ions o partícules fortament magnètiques (per exemple, ferromagnètiques o paramagnètiques ) també altera fortament els valors de T1 i s'utilitzen àmpliament com a agents de contrast per a la ressonància magnètica.

## Imatges ponderades T1

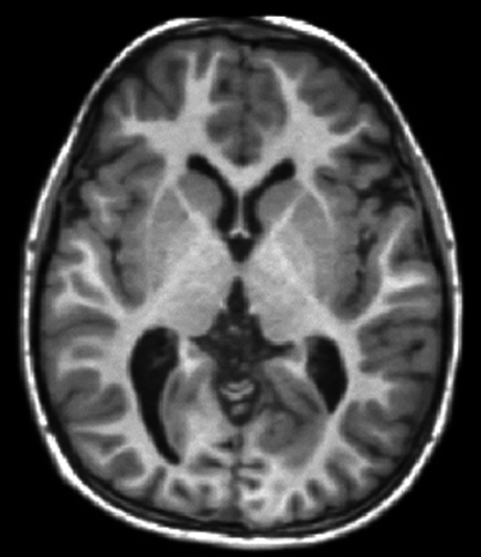
Una imatge ponderada _{T1} del cap.

La ressonància magnètica utilitza la ressonància dels protons per generar imatges. Els protons s'exciten mitjançant un pols de radiofreqüència a una freqüència adequada (freqüència de Larmor) i després l'excés d'energia s'allibera en forma d'una quantitat minúscula de calor a l'entorn a mesura que els espins tornen al seu equilibri tèrmic. La magnetització del conjunt de protons torna al seu valor d'equilibri amb una corba exponencial caracteritzada per una constant de temps T1 (vegeu Relaxació (RMN)).
Les imatges ponderades T1 es poden obtenir establint un temps de repetició (TR) curt, com ara < 750 ms, i un temps d'eco (TE) com ara < 40 ms en seqüències d'eco de spin convencionals, mentre que en seqüències d'eco de gradient es poden obtenir utilitzant angles de gir superiors a 50° i establint valors de TE inferiors a 15 ms.
El contrast T1 és significativament diferent entre la substància grisa i la substància blanca i s'utilitza quan es realitzen exploracions cerebrals. Hi ha un fort contrast T1 entre les estructures anatòmiques líquides i les més sòlides, cosa que fa que el contrast T1 sigui adequat per a l'avaluació morfològica de l'anatomia normal o patològica, per exemple, per a aplicacions musculoesquelètiques.

## En el marc giratori
La relaxació espín-xarxa en el sistema de referència giratori és el mecanisme pel qual Mxy, el component transversal del vector de magnetització, decau exponencialment cap al seu valor d'equilibri de zero, sota la influència d'un camp de radiofreqüència (RF) en ressonància magnètica nuclear (RMN) i ressonància magnètica (RMN). Es caracteritza per la constant de temps de relaxació espín-xarxa en el sistema de referència giratori, T1ρ. Rep aquest nom en contrast amb T1, el temps de relaxació espín-xarxa.
La ressonància magnètica T1ρ és una alternativa a la ressonància magnètica T1 i T2 convencional mitjançant l'ús d'un pols de radiofreqüència de llarga durada i baixa potència anomenat pols de spin-lock (SL) aplicat a la magnetització en el pla transversal. La magnetització està efectivament spin-locked al voltant d' un camp B1 efectiu creat per la suma vectorial del B1 aplicat i qualsevol component fora de ressonància. La magnetització spin-locked es relaxarà amb una constant de temps T1ρ , que és el temps que triga el senyal de ressonància magnètica a arribar al 37% (1/e) del seu valor inicial. {\displaystyle M_{xy}(0)}. D'aquí la relació: {\displaystyle M_{xy}(t_{\rm {SL}})=M_{xy}(0)e^{-t_{\rm {SL}}/T_{1\rho }}\,}, on tSL és la durada del camp de RF.

### Mesura
La T1ρ es pot quantificar (relaxometria) ajustant la corba de l'expressió del senyal anterior com a funció de la durada del pols de spin-lock, mentre que l'amplitud del pols de spin-lock (γB 1 ~0,1-uns pocs kHz) és fixa. Els mapes de relaxació quantitatius de la ressonància magnètica de T1ρ reflecteixen la composició bioquímica dels teixits.

### Imatges
La ressonància magnètica T1ρ s'ha utilitzat per obtenir imatges de teixits com el cartílag, els discs intervertebrals, el cervell, i el cor, així com certs tipus de càncers.